# Elk City (Oklahoma)
Elk City est une ville du comté de Beckham dans l’État de l'Oklahoma aux États-Unis.
La ville a été fondée en 1901. Sa population était de 11 693 habitants en 2010.
Elle est située à environ 180 km d'Oklahoma City, sur la U.S. Route 66.
On y trouve un musée consacré à la route 66, le National Route 66 Museum.

## Personnalité liée à la ville

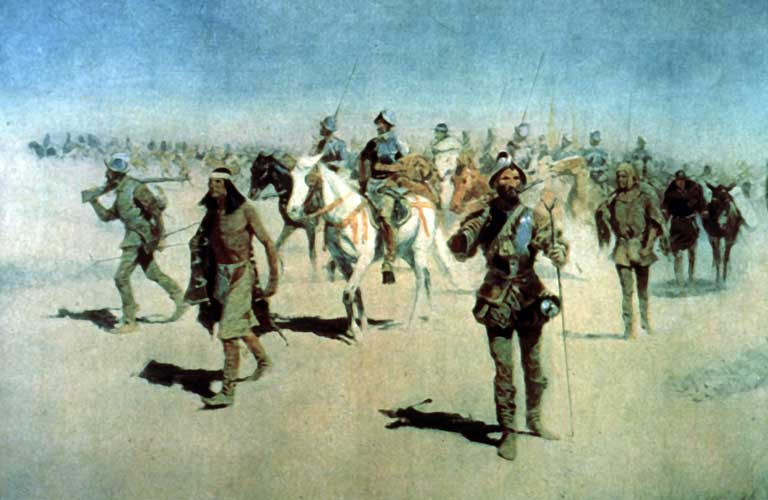
Coronado Sets Out to the North,par Frederic Remington, 1861–1909

- Susan Powell (Miss America 1981)